# Hobo Bros.
```
{{
```

Hobo Bros. era un canal dirigido por Glitch Productions y era presentado por Luke y Kevin Lerdwichagul .
Presenta a Luke y Kevin jugando, reaccionando a memes y otros medios, y miradas retrospectivas a videos más antiguos en su canal, SMG4 .
El canal subió su primer video el 6 de diciembre de 2016, conteniendo juego de Super Smash Bros. para Nintendo 64 . El mismo día, el canal SMG4 lanzó una promoción de Hobo Bros.
A partir de 2021, el canal está en una "pausa indefinida", ya que tanto Kevin como Luke se están centrando en los canales Glitch y SMG4, trabajando en sus videos.

## Segmentos

### Teatro Hobo
Hobo Theatre gira en torno al mundo de Garry's Mod, donde Kevin y Luke crean historias usando dicho programa, que generalmente resultan extrañas. Cada segmento tiene un tema diferente y Luke o Kevin deben centrarse en ese tema en ese segmento.
En esta serie solo se utilizan muñecos de trapo. El primer episodio de esta serie se emitió el 3 de diciembre de 2016, hasta el episodio final el 23 de agosto de 2020.  

### Amigos vagabundos
Hobo Amigos funciona exactamente como el programa normal Hobo Bros, pero se agregan dos nuevos miembros, Martin Yeung y Harry Brown, quienes son editores de SMG4.
El primer episodio de esta serie se emitió el 3 de julio de 2017, con la jugabilidad de Mario Party 10.  El 30 de abril de 2018, Luke y Kevin anunciaron el final de la serie debido a la partida de Harry.  Se restableció brevemente tras la partida de Martin el 19 de febrero de 2019.

### Vaina de vagabundo
Hobo Pod es el podcast del canal, donde Kevin y Luke discuten diversos temas, tanto aleatorios como importantes. Hasta febrero de 2018 solo hubo cinco episodios. 

### Hobo Mobile
Hobo Mobile es un segmento donde Luke y Kevin juegan y reaccionan a juegos y aplicaciones piratas . El primer episodio se lanzó el 29 de agosto de 2017. 